# Haldibari
Haldibari è una suddivisione dell'India, classificata come municipality, di 13.170 abitanti, situata nel distretto di Cooch Behar, nello stato federato del Bengala Occidentale. In base al numero di abitanti la città rientra nella classe IV (da 10.000 a 19.999 persone).

## Geografia fisica
La città è situata a 26° 19' 60 N e 88° 46' 0 E e ha un'altitudine di 56 m s.l.m..

## Società

### Evoluzione demografica
Al censimento del 2001 la popolazione di Haldibari assommava a 13.170 persone, delle quali 6.724 maschi e 6.446 femmine. I bambini di età inferiore o uguale ai sei anni assommavano a 1.620, dei quali 874 maschi e 746 femmine. Infine, coloro che erano in grado di saper almeno leggere e scrivere erano 8.819, dei quali 4.831 maschi e 3.988 femmine.